# Chang Hye-jin
Chang Hye-jin (13 de maio de 1987) é uma arqueira profissional sul-coreana, campeã olímpica.

## Carreira

### Rio 2016

#### Equipe
Chang Hye-jin fez parte da equipe sul-coreana feminina nas Olimpíadas de 2016 que conquistou a medalha de ouro no Tiro com arco nos Jogos Olímpicos de Verão de 2016 - Equipes femininas, ao lado de Ki Bo-bae e Choi Mi-sun.

#### Individual
No Sambódromo do Rio fez uma campanha impecável sendo a campeã olímpica, passando pela compatriota Ki Bo-bae, na semifinal, e na grande final venceu a alemã Lisa Unruh, por 6-2.